# Pierre à bassins de Rosset
La pierre à bassins de Rosset est une pierre à bassins située à Parves-et-Nattages, en France.

## Localisation
La pierre est située dans le département français de l'Ain, sur la commune de Parves.

## Historique
La pierre est classée au titre des monuments historiques depuis le 3 mai 1913.